# Chodaki (powiat poddębicki)
Chodaki – wieś w Polsce położona w województwie łódzkim, w powiecie poddębickim, w gminie Zadzim.
| SIMC    | Nazwa    | Rodzaj    |
| ------- | -------- | --------- |
| 1040444 | Janaszów | część wsi |

W latach 1975–1998 miejscowość administracyjnie należała do województwa sieradzkiego.
wieś jest siedziba sołectwa Chodaki.
Nazwa wsi pochodzi od będących w tym miejscu warsztatów szewskich wyrabiających właśnie chodaki, czyli drewniane buty. Wcześniejsza nazwa wsi to Okupniki.